# ばりきや
ばりきやは北海道札幌市白石区に本店を置く、博多ラーメンのお店である。

## 歴史
平成14年12月札幌市白石区菊水で営業を開始。博多一風堂を経営する「力の源カンパニー」（福岡市）の協力のもと開業した。

## 特徴
一昼夜かけて煮出した豚骨スープと、低加水ストレート細麺の博多ラーメンを売りにしている。店舗では食券を購入し、店員に麺の固さを指定する。麺の固さは粉おとし、はりがね、バリ硬、硬め、普通、柔らかめの6段階で選択可能。麺が細い博多ラーメンは大盛りにするとどうしても麺が伸びてしまうため、店舗では替え玉を推奨している。また、種類豊富な無料の卓上トッピングが特徴。

## メニュー

### ばりきめん
あっさりとした口当たりの豚骨ラーメン。

### ばりこてめん
コクと旨味を追求したばりきやの神髄ともいえるラーメン。

### 香りとんこつ醤油
豚骨スープに魚だし醤油ダレを合わせたラーメン。

### ばりきとんみそ
味噌を使用した濃厚な豚骨ラーメン。

### 全部のっけばりきめん
明太、のり、煮玉子、チャーシュー、ネギなど、全てのトッピングを乗せたスペシャルなラーメン。

## トッピング
博多ラーメンには欠かせないトッピングが無料で提供されている。すりごま、餃子のタレ、ラー油、ラーメンのタレ、白コショウ、黒コショウ、辛しもやし、辛し高菜、紅しょうがの９種類。